# Nina García
Ninotchka "Nina" García (Barranquilla, 3 de mayo de 1968) es editora en jefe de Marie Claire USA y jurado estelar en el reality show, Project Runway.

## Carrera
Hija de un rico importador, García inició su carrera en la industria de la moda en los años 1980, estudiando artes liberales en la Universidad de Boston (Boston University) luego de graduarse del Dana Hall School en Wellesley, Massachusetts. Luego asistió a École Supérieure de la Mode en París y se graduó en el Instituto Tecnológico de la Moda de Nueva York. Trabajó en el departamento de relaciones públicas de Perry Ellis para su entonces diseñador, Marc Jacobs. Luego, se mudó a Mirabella como asistente de estilista y editora de mercado, hasta tomar un cargo permanente en Elle, en la cual trabajó durante ocho años como directora de moda hasta abril de 2008, aunque siguió trabajando como editora hasta agosto del mismo año en la revista. El 2 de septiembre de 2008 se convirtió en directora de moda de la revista Marie Claire.
En mayo de 2007, García fue jurado de la competencia Miss Universo en México DF.
Nina García ha publicado cuatro libros en inglés, algunos de ellos han sido traducidos al español y al portugués. En esos libros, García contó con las ilustraciones de Rubén Toledo. En junio de 2010, Nina García lanzó su último libro: "Nina Garcia's Look Book, What to Wear on Every Occasion", publicado por la editorial Hyperion. El 5 de septiembre de 2007, García lanzó al mercado su libro, titulado The Little Black Book of Style. El libro está en su octava edición y recientemente fue traducido al español. Recibió muy buenas críticas, dejándolo como uno de los cuatro mejores libros de moda. El 26 de agosto de 2008, García publicó su segundo libro, titulado The One Hundred: A Guide to the Pieces Every Stylish Woman Must Own, el cual lleva ocho ediciones a la fecha. El tercer libro de García "The Style Strategy" se publicó en septiembre de 2009.
El 11 de abril de 2008, la revista Us Weekly, publicó que García había renunciado a la revista Elle, lo que posteriormente fue desmentido por la Vicepresidenta de ELLE, la cual anunció que seguiría trabajando, pero esta vez como editora. [cita requerida]

## Vida personal
García está casada con David Conrod. El 24 de marzo de 2007 dio a luz a su primer hijo, Lucas Alexander Conrod. En noviembre de 2010, García dio a luz a su segundo hijo, Alexander.
En el año 2019, después de un chequeo médico constante y asesorada de un grupo de especialistas, decide realizarse una doble mastectomía, evitando un posible cáncer de seno, en la medida que tenía todos los indicadores genéticos de sufrirlo en algún momento de su vida.